# Гаврил Тасков
Гаврил Тасков е български общественик, учител и свещеник, деец на Българското възраждане в Източна Македония.

## Биография
Тасков е роден в 1769 година в Мехомия, в Османската империя, днес в България. Става свещеник и учителства в Мехомия и в околните села. Около 1790 година (или в 1810 година) отваря училище в къщата си в Мехомия. Провъзгласен е за иконом. От библиотеката му има запазена една книга, в която той пише на църковнославянски. Училището му е затворено в 1814 година. Баща е на Аврам Тасков.